# 856
سنة 856 م كانت سنة بسيطة تبدأ يوم الخميس (الرابط يظهر نموذج التقويم الكامل للسنة) من التقويم اليولياني. بدأت تسمية السنة ب856 منذ العصور الوسطى المبكرة، عندما أصبح تقويم أنو دوميني هو الأسلوب السائد في أوروبا لتسمية السنوات.

## وفيات
- أبو العباس محمد بن الأغلب